# Argañín
Argañín es un municipio y lugar español de la provincia de Zamora, en la comunidad autónoma de Castilla y León. Cuenta con una población de 80 habitantes (INE 2024).
La biodiversidad de su término municipal ha sido protegida por la Unesco con la figura de reserva de la biosfera transfronteriza bajo la denominación de Meseta Ibérica, por la Unión Europea con la Red Natura 2000 y por la comunidad autónoma de Castilla y León con la figura de parque natural, en estas dos últimas bajo la denominación de Arribes del Duero. La triple protección de este espacio natural busca preservar sus valores naturales, de gran valor paisajístico y faunístico, en el que destaca la presencia de aves como el buitre leonado, la cigüeña negra, el halcón peregrino, el alimoche, la chova piquirroja, el búho real, el águila real y el águila perdicera. Además, la notable conservación de este territorio le ha convertido en las últimas décadas en un punto de referencia del turismo de naturaleza.

## Toponimia
Se cree que el nombre de Argañín tiene su procedencia en el árabe como Ar-Gañín que significa 'La iglesia'.[cita requerida]

## Geografía
Argañín está situado al oeste de la comarca a unos cinco km de la carretera C527 a su paso por Muga y sobre una altura de 800 metros.
Pertenece a la comarca de Sayago. Se integra dentro de la Mancomunidad Sayagua y el partido judicial de Zamora.
Su término municipal se encuentra dentro del parque natural de Arribes del Duero.
| Noroeste: Badilla | Norte: Torregamones | Noreste: Gamones              |
| Oeste: Cozcurrita |                     | Este: Monumenta               |
| Suroeste: Fariza  | Sur: Tudera         | Sureste: Villamor de la Ladre |

## Historia
Vagos rumores apuntan a la existencia de despoblados prerromanos en el límite con Badilla y a la aparición de algún molino rendondo en el sitio de Renacual.
Es especialmente significativo el yacimiento prehistórico conocido como «Peña del Gato», situado en el paraje de La Represa, una zona llana de humedal. En este lugar existe un afloramiento granítico que destaca del entorno inmediato por sus dimensiones (8 m de longitud por 3,5 m de anchura y 1,80 m de altura). La peña cuenta en primer lugar con cinco escalones tallados que dan acceso a una estrecha plataforma. En la superficie a la que se accede, hay un conjunto formado por 40 pequeñas cazoletas dispuestas en hileras paralelas que se dirigen hacia un espacio más elevado del canchal. Esta última zona, dispuesta a modo de repisa, cuenta con una cavidad oval tallada de mayor dimensión (30 x 25 cm) que preside el conjunto de cazoletas. El lugar es considerado como un santuario rupestre, o incluso un altar de sacrificios, que se considera labrado hace más de 17 000 años para recoger un calendario lunar.
Durante la Edad Media Argañín quedó integrado en el Reino de León, época en la que presumiblemente se repobló la comarca de Sayago, una vez fue alejado el peligro musulmán.
Posteriormente, en la Edad Moderna, Argañín estuvo integrado en el partido de Sayago de la provincia de Zamora, tal y como reflejaba en 1773 Tomás López en Mapa de la Provincia de Zamora. 
Perteneció a la cuadrilla de Bermillo, que era una de las cuatro en que se dividía el antiguo partido de Sayago dentro de la jurisdicción de la ciudad de Zamora.
Al reestructurarse las provincias y crearse las actuales en 1833, la localidad se mantuvo en la provincia de Zamora, dentro de la Región Leonesa, integrándose en 1834 en el partido judicial de Bermillo de Sayago, dependencia que se prolongó hasta 1983, cuando fue suprimido el mismo e integrado en el Partido Judicial de Zamora.

## Geografía humana

### Demografía
Cuenta con una población de 80 habitantes (INE 2024).

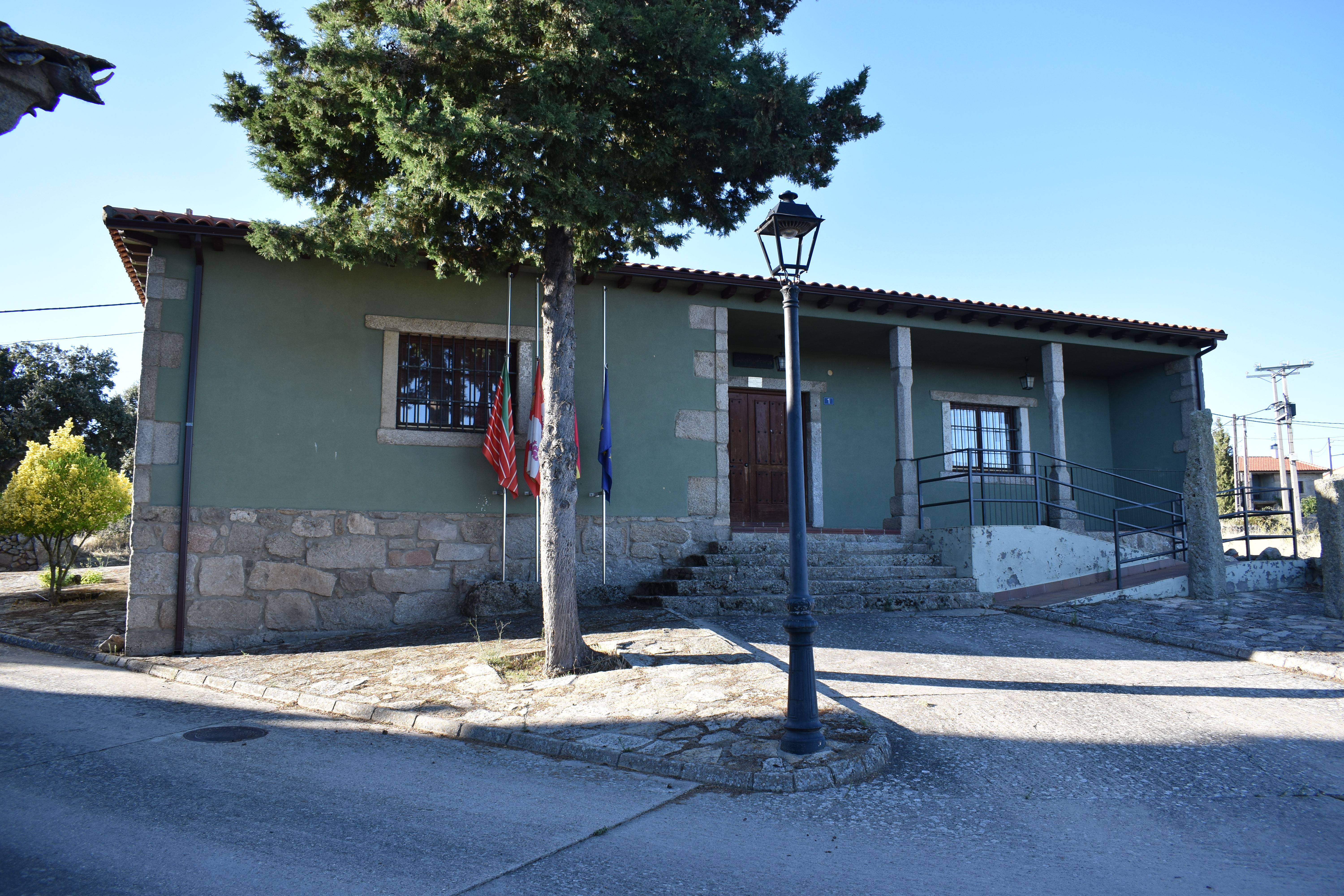
Casa consistorial

| Gráfica de evolución demográfica de Argañín entre 1842 y 2021                                                         |
| |
| Población de derecho según los censos de población del INE. Población de hecho según los censos de población del INE. |

## Administración y política

### Elecciones municipales
| Partido político                         | 2019  | 2019  | 2019       | 2015  | 2015  | 2015       | 2011  | 2011  | 2011       | 2007  | 2007  | 2007       | 2003  | 2003  | 2003       |
| Partido político                         | %     | Votos | Concejales | %     | Votos | Concejales | %     | Votos | Concejales | %     | Votos | Concejales | %     | Votos | Concejales |
| Partido Popular (PP)                     | 55,00 | 22    | 3          | 79,55 | 35    | 3          | 69,77 | 30    | 3          | 80,7  | 46    | 1          | 87,69 | 57    | 1          |
| Partido Socialista Obrero Español (PSOE) | 17,50 | 7     | 0          | 11,36 | 5     | 0          | 11,63 | 5     | 0          | 12,28 | 7     | 0          | 9,23  | 6     | 0          |
| Ahora Decide                             | 7,50  | 3     | 0          | -     | -     | -          | -     | -     | -          | -     | -     | -          | -     | -     | -          |

El alcalde de Argañín no reporta información sobre su sueldo (2017).

## Patrimonio
- Crucero de piedra. En lugar solitario y ya alejado de las casas existió un pequeño humilladero, hoy ya perdido por completo, manteniéndose cerca una altanero crucero de granito que parece una prolongación natural de la roca que sobre la que se asienta. Este signo cristiano se nos presenta perfectamente torneado, sin más obstáculo que una breve y mínima cornisa, y con brazos cilíndricos lisos por completo. Ninguna otra concesión decorativa se percibe en el mismo, residiendo en su funcionalismo y simplicidad su especial encanto. El típico paraje sayagués que lo hospeda, formado por las clásicas cortinas acompañadas de unas crecidas encinas, impone un necesario ambiente rural, caracterizado por su perfecta armonía y serenidad.[17]
- La iglesia está culminada por una espadaña del renacimiento clásico y en su interior se puede ver un retablo del siglo XVII y un Cristo de la Agonía también de la misma época.
- Hasta seis molinos de agua llegó a tener Argañín en otros tiempos a lo largo de su rivera y de los que en la actualidad solo quedan las ruinas.
- La fuente Concejo de bonita arquitectura y a pesar de diversas reparaciones sigue siendo un lugar de encuentro y en otros tiempos de obligado trajín en busca del agua para el consumo familiar diario.
- Posee grandes muestras de las típicas casas sayaguesas, las cuales tienen, por ejemplo, los característicos "poyos" situados a ambos lados de la entrada principal en los que se juntan los vecinos a conversar.[18]